# Tréteaux de France
Les Tréteaux de France est un centre dramatique national itinérant.
Son siège social est à Aubervilliers.

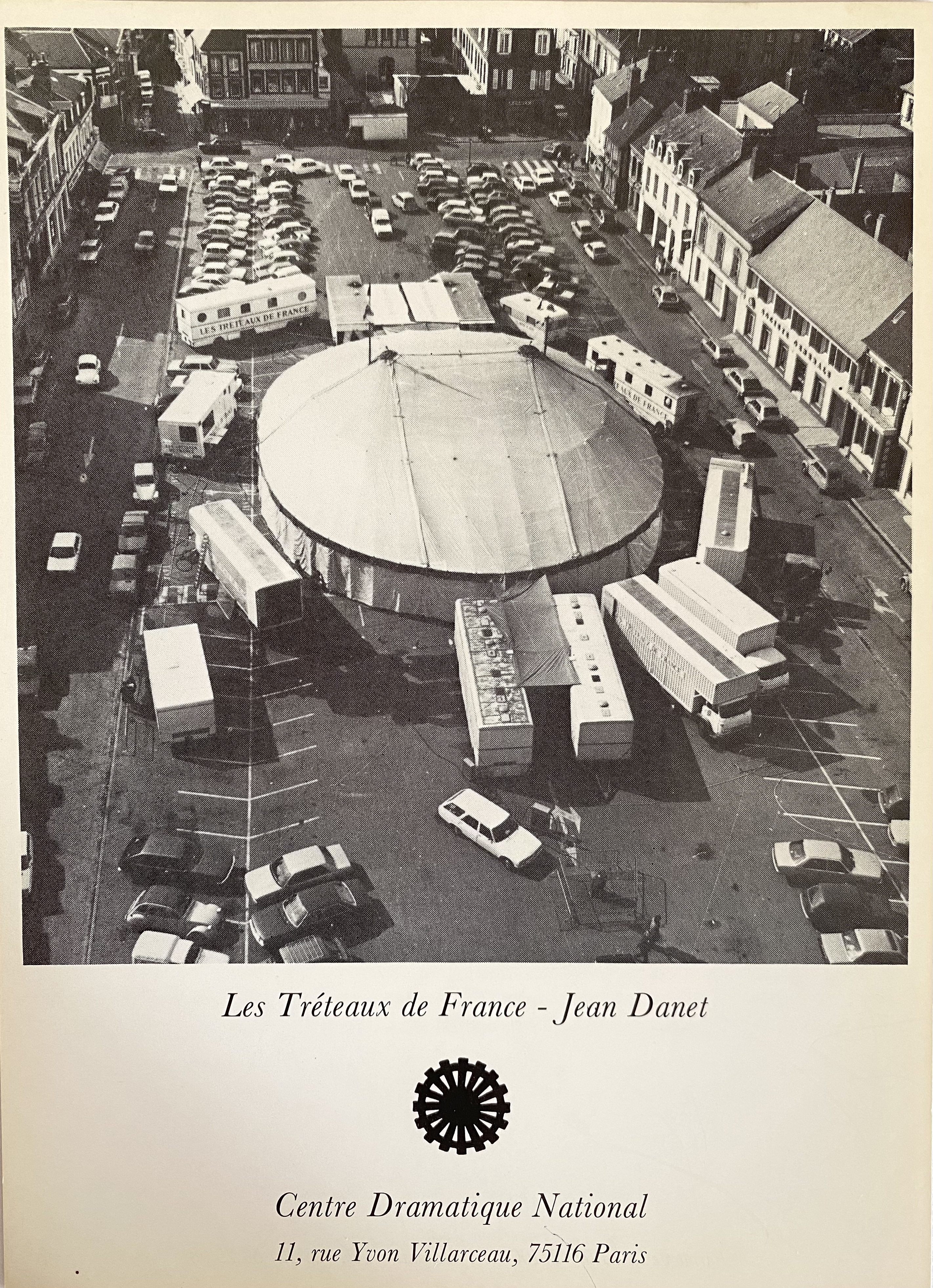
Les Tréteaux de France dans les années 70

## Historique
Fondés par Jean Danet en 1959 et repris par Marcel Maréchal à partir de 2001, ces Tréteaux ont pour fonction de partager les grandes œuvres théâtrales avec tous les publics, et d'abord avec les moins favorisés. Ils ont pour mission essentielle de faciliter l'accès du public à la création dramatique dans des zones géographiques non pourvues de structures d'accueil professionnelles.
Les Tréteaux de France ont aussi accueilli d'importantes figures de la chanson, et de la danse, tels que la Compagnie Maguy Marin, Georges Brassens, le Mime Marceau ou Juliette Gréco.
Ce CDN possédait :

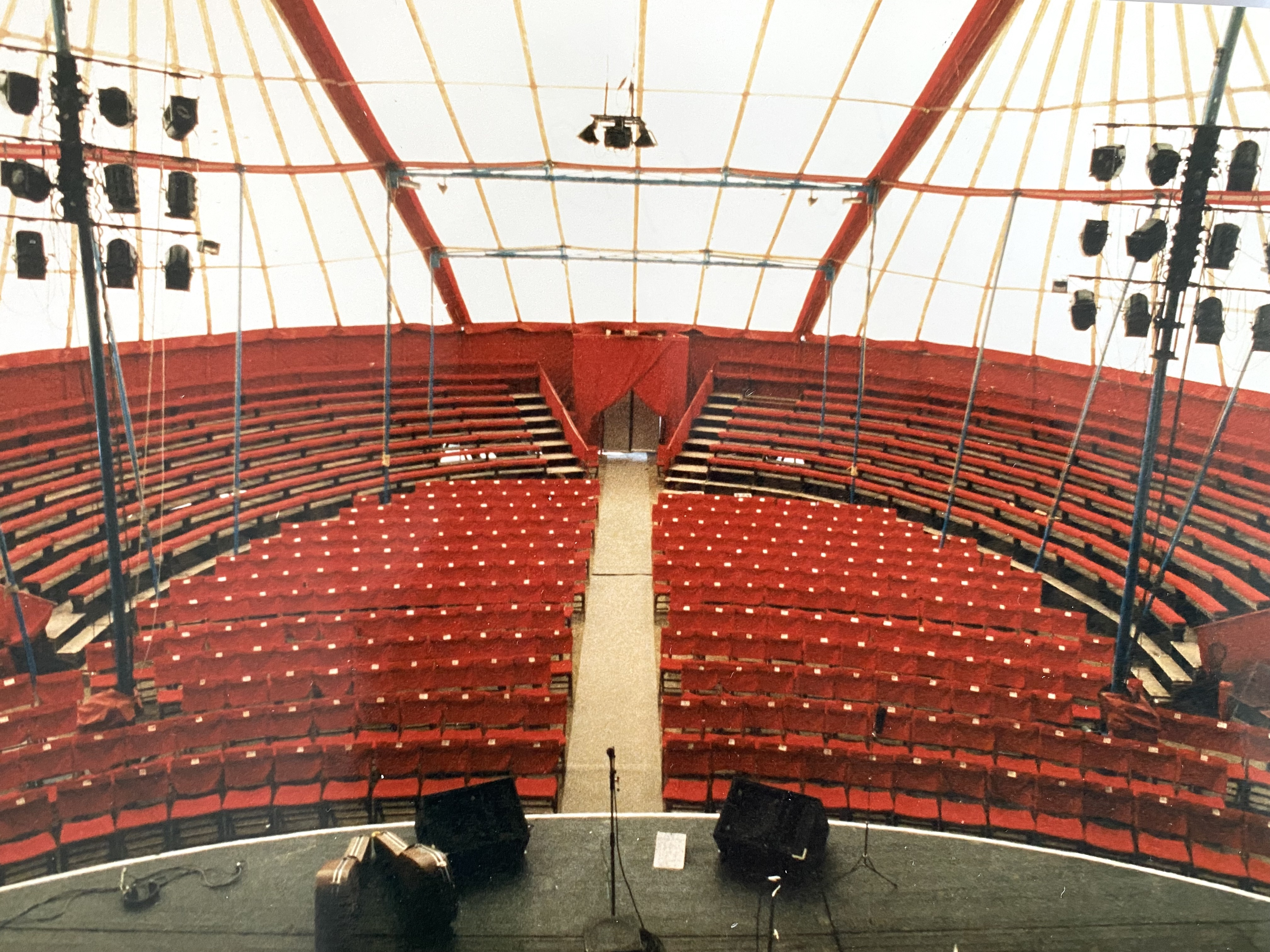
La salle du chapiteau en Mars 1983

- un chapiteau chauffé de 33 mètres sur 25 mètres composé de la salle (avec ensemble de gradins disposés en amphithéâtre, avec 560 places) et d'une scène de 14 mètres sur 8 mètres ;

- un tréteau mobile, scène amovible assurant une autonomie technique pour une jauge maximale de 350 spectateurs ;

- 13 véhicules attelés de remorques + des véhicules légers.

Au fil du temps, le chapiteau, véritable fer de lance de sa politique d'intervention, est devenu l'emblème des Tréteaux de France. Il ne possède ni lieu fixe, ni territoire géographique précis. Le chapiteau se montait en six heures et se démontait en trois heures, permettant une grande mobilité. Il intervient seul ou en prestataire auprès des structures qu'il sollicite ou qui font appel à lui. Il agit dans le cadre de la politique nationale d'aménagement du territoire, en s'inscrivant dans les projets culturels des différentes collectivités territoriales, y compris dans ceux développés par les communautés de communes, d'agglomérations ou de pays, et dans ceux liés à la politique de la ville.

## Chronologie

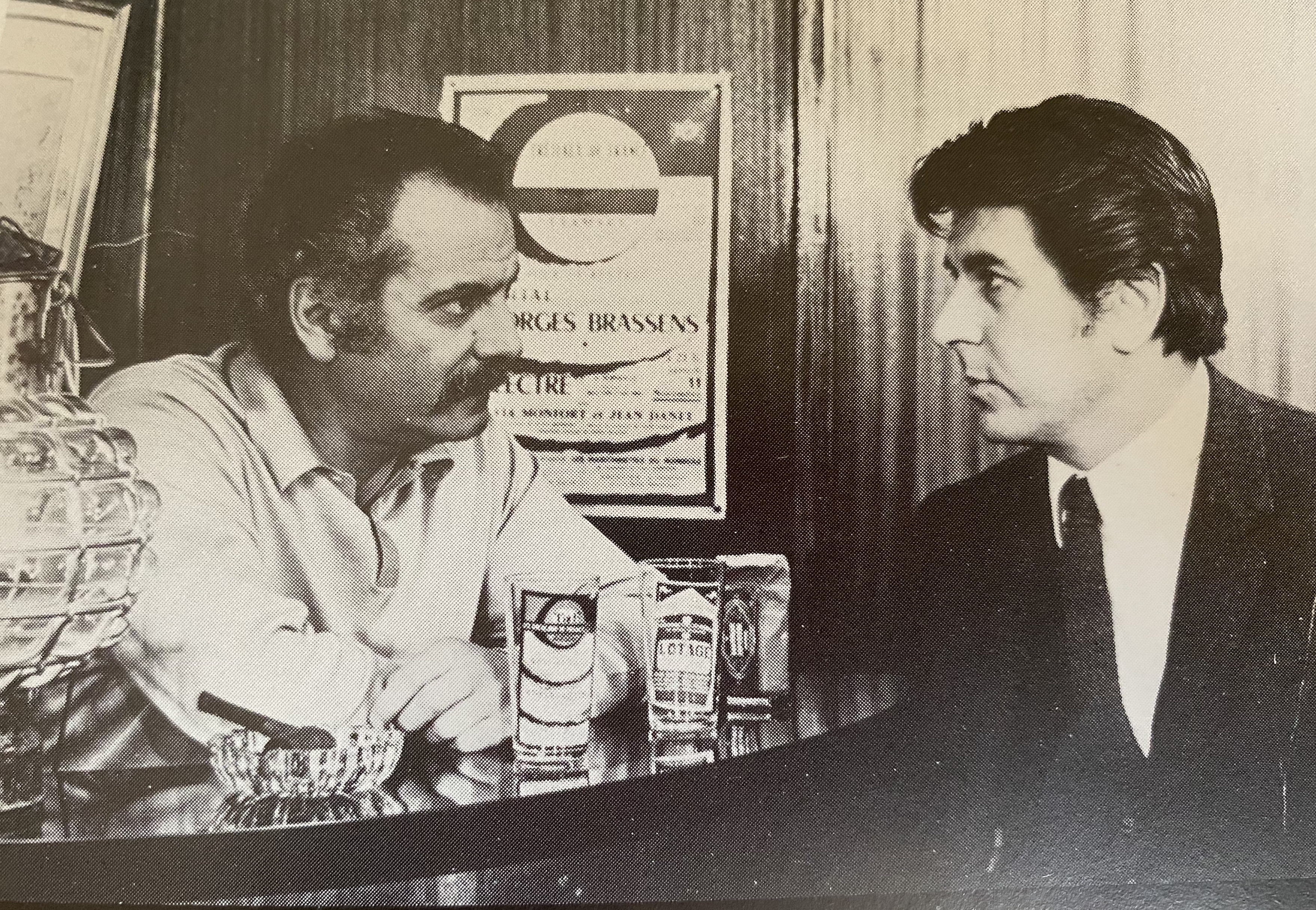
Jean Danet et Georges Brassens lors de sa tournée au TDF en 1981

### Direction: Jean Danet (1959-2001)
- En 1959, après quelques succès au cinéma comme jeune premier, Jean Danet décide d'acquérir camions, remorques, chaises et gradins, pour créer une tournée de théâtre nomade. René Allio, alors scénographe, en conçoit le premier plateau. La première tournée s'effectue sous un chapiteau de 400 places.
- En 1962, après plus de 500 représentations, les Tréteaux de France reçoivent leur première subvention et le titre de Troupe Permanente.
- En 1965, sous le ministère d'André Malraux, les Tréteaux tournent avec un chapiteau de 800 places auquel est adjoint, en 1968, un second chapiteau de 1000 places.
- En 1974, ils deviennent Centre dramatique national.
- En 1992, Jean Danet reçoit un Molière d'honneur pour son travail avec les Tréteaux, il en assure la direction jusqu'en 2001, date où il se retire après avoir choisi son successeur : Marcel Maréchal.

### Direction: Marcel Maréchal (2001-2011)
- De 2001 à 2005, les Tréteaux ont joué en France au moins une fois dans 226 villes, 75 départements, 23 régions, les DOM-TOM, et 12 pays en Europe, Afrique ou Amérique latine.
- En 2001 les Tréteaux fondent et codirigent le Festival théâtral de Figeac, et en 2003 le Festival Côté jardin avec le théâtre Ephéméride de Val-de-Reuil.

### Direction: Francis Huster (2011)
- Le 7 juin 2010, Francis Huster est nommé par le ministre de la culture Frédéric Mitterrand à la tête des Tréteaux de France. Il devait succéder à Marcel Maréchal le 1er janvier 2011 .
- Le 9 février 2011, le ministère de la Culture annonce par un communiqué que Francis Huster renonce à ce poste pour se consacrer à sa propre troupe itinérante (La Troupe de France)[2]. Francis Huster confirme: "La Troupe de France, ce sera les Bleus du théâtre !"[3].

### Direction: Robin Renucci (2011-2022)
- Fin mai 2011, le ministère de la Culture publie la liste des derniers candidats en lice : Robin Renucci, Patrick Pineau, Irina Brook et le journaliste sportif Gérard Holtz
- Le 24 juin 2011, le ministère de la Culture annonce la nomination de Robin Renucci comme directeur[4].

### Direction: Olivier Letellier (2022-)
- Le 1er juillet 2022, Olivier Letellier succède à Robin Renucci à la direction des Tréteaux de France[5].